# All My Love
«All My Love» és una cançó de la banda britànica Coldplay publicada com a tercer senzill de l'àlbum Moon Music el 4 d'octubre de 2024 mitjançant les discogràfiques Parlophone i Atlantic Records. La cançó va ser composta pels quatre membres de la banda amb la col·laboració de John Metcalfe i Moses Martin, i van comptar amb la producció de Max Martin, Oscar Holter, Bill Rahko, Daniel Green, Michael Ilbert i Ilya Salmanzadeh.
Chris Martin, cantant de la banda, va manifestar en diverses entrevistes que aquest seria el darrer senzill de Coldplay, suggerint que la dissolució de la banda era propera.
Chris Candy va dirigir la filmació d'un videoclip amb la lletra de la cançó utilitzant un iPhone, que va aparèixer el 4 d'octubre de 2024. El videoclip oficial va ser dirigit per Spike Jonze i Mary Wigmore, i el van dedicar a l'actor estatunidenc Dick Van Dyke. En aquesta versió hi apareix en l'actualitat i s'hi barregen imatges i vídeos repassant la seva trajectòria artística. Aquest videoclip es va publicar el 6 de desembre del mateix any, i una setmana després van estrenar una versió reduïda del videoclip coincidint amb el 99è aniversari de Van Dyke.

## Llista de cançons
| 1. | «All My Love» | 3:42 |